# Castle Towers Mountain
Castle Towers Mountain är ett berg i Kanada.   Det ligger i provinsen British Columbia, i den sydvästra delen av landet, 3 500 km väster om huvudstaden Ottawa. Toppen på Castle Towers Mountain är 2 676 meter över havet.
Terrängen runt Castle Towers Mountain är bergig österut, men västerut är den kuperad.Runt Castle Towers Mountain är det mycket glesbefolkat, med 2 invånare per kvadratkilometer.. Det finns inga samhällen i närheten. 
Trakten runt Castle Towers Mountain är permanent täckt av is och snö.